# 2018-as Vuelta ciclista a España
A 2018-as Vuelta ciclista a España a háromhetes spanyol kerékpáros körversenyének 73. kiírása volt. A verseny Málagaban rajtolt augusztus 25-én és szeptember 16-án Madridban ért véget.
A győztes a brit Simon Yates lett, aki első háromhetes győzelmét szerezte meg.

## Részt vevő csapatok
A versenyen 22 csapat képviselte magát 176 versenyzővel.

### World Tour csapatok
| - AG2R La Mondiale - Astana - Bahrain–Merida - BMC Racing Team - Bora–Hansgrohe - EF Education First–Drapac p/b Cannondale |  | - Groupama–FDJ - Katyusa–Alpecin - Lotto Soudal - Mitchelton–Scott - Movistar Team - Quick Step Floors |  | - Team Dimension Data - Team Lotto NL–Jumbo - Team Sky - Team Sunweb - Trek–Segafredo - UAE Team Emirates |

### Pro-kontinentális csapatok
| - Burgos BH - Euskadi–Murias |  | - Caja Rural–Seguros RGA |  | - Cofidis |

## Szakaszok
| Szakasz | Dátum          | Rajt                   | Cél                       | Táv                    | Domborzat              | Győztes                                   |
| ------- | -------------- | ---------------------- | ------------------------- | ---------------------- | ---------------------- | ----------------------------------------- |
| 1.      | augusztus 25.  | Málaga                 | Málaga                    | 8 km                   | Időfutam               | Rohan Dennis (BMC Racing Team)            |
| 2.      | augusztus 26.  | Marbella               | Caminito del Rey          | 164 km                 | Dombos                 | Alejandro Valverde (Movistar Team)        |
| 3.      | augusztus 27.  | Mijas                  | Alhaurín de la Torre      | 183 km                 | Dombos                 | Elia Viviani (Quick Step Floors)          |
| 4.      | augusztus 28.  | Vélez-Málaga           | Alfacar                   | 162 km                 | Hegyi                  | Ben King (Team Dimension Data)            |
| 5.      | augusztus 29.  | Granada                | Roquetas de Mar           | 188 km                 | Közepes hegyi          | Simon Clarke (EF Education First–Drapac)  |
| 6.      | augusztus 30.  | Huércal-Overa          | San Javier                | 153 km                 | Sík                    | Nacer Bouhanni (Cofidis)                  |
| 7.      | augusztus 31.  | Puerto Lumbreras       | Pozo Alcón                | 182 km                 | Dombos                 | Tony Gallopin (AG2R La Mondiale)          |
| 8.      | szeptember 1.  | Linares                | Almadén                   | 196 km                 | Dombos                 | Alejandro Valverde (Movistar Team)        |
| 9.      | szeptember 2.  | Talavera de la Reina   | La Covatilla              | 195 km                 | Hegyi                  | Ben King (Team Dimension Data)            |
|         | szeptember 3.  | Pihenőnap ( Salamanca) | Pihenőnap ( Salamanca)    | Pihenőnap ( Salamanca) | Pihenőnap ( Salamanca) | Pihenőnap ( Salamanca)                    |
| 10.     | szeptember 4.  | Salamanca              | Fermoselle                | 173 km                 | Sík                    | Elia Viviani (Quick Step Floors)          |
| 11.     | szeptember 5.  | Mombuey                | Ribeira Sacra             | 209 km                 | Közepes hegyi          | Alessandro De Marchi (BMC Racing Team)    |
| 12.     | szeptember 6.  | Mondoñedo              | Punta de Estaca de Barres | 178 km                 | Dombos                 | Alexandre Geniez (AG2R La Mondiale)       |
| 13.     | szeptember 7.  | Candás                 | La Camperona              | 176 km                 | Hegyi                  | Óscar Rodríguez (Euskadi–Murias)          |
| 14.     | szeptember 8.  | Cistierna              | Les Praeres de Nava       | 167 km                 | Hegyi                  | Simon Yates (Mitchelton–Scott)            |
| 15.     | szeptember 9.  | Ribera de Arriba       | Covadonga                 | 186 km                 | Hegyi                  | Thibaut Pinot (Groupama–FDJ)              |
|         | szeptember 10. | Pihenőnap ( Santander) | Pihenőnap ( Santander)    | Pihenőnap ( Santander) | Pihenőnap ( Santander) | Pihenőnap ( Santander)                    |
| 16.     | szeptember 11. | Santillana del Mar     | Torrelavega               | 33 km                  | Időfutam               | Rohan Dennis (BMC Racing Team)            |
| 17.     | szeptember 12. | Getxo                  | Oiz                       | 166 km                 | Közepes hegyi          | Michael Woods (EF Education First–Drapac) |
| 18.     | szeptember 13. | Ejea de los Caballeros | Lleida                    | 181 km                 | Sík                    | Jelle Wallays (Lotto Soudal)              |
| 19.     | szeptember 14. | Lleida                 | Sant Julià de Lòria       | 157 km                 | Hegyi                  | Thibaut Pinot (Groupama–FDJ)              |
| 20.     | szeptember 15. | Escaldes-Engordany     | Sant Julià de Lòria       | 106 km                 | Hegyi                  | Enric Mas (Quick Step Floors)             |
| 21.     | szeptember 16. | Alcorcón               | Madrid                    | 112 km                 | Sík                    | Elia Viviani (Quick Step Floors)          |

## Összefoglaló

### 1. szakasz
Málaga → Málaga
| Helyezés | Rajtszám | Versenyző          | Csapat          | Idő    |
| -------- | -------- | ------------------ | --------------- | ------ |
| 1        | 34       | Rohan Dennis       | BMC Racing Team | 9' 39" |
| 2        | 145      | Michał Kwiatkowski | Team Sky        | + 6"   |
| 3        | 63       | Victor Campenaerts | Lotto Soudal    | + 7"   |
| 4        | 87       | Nelson Oliveira    | Movistar Team   | + 17"  |
| 5        | 148      | Dylan van Baarle   | Team Sky        | + 20"  |

| Helyezés | Rajtszám | Versenyző          | Csapat          | Idő    |
| -------- | -------- | ------------------ | --------------- | ------ |
| 1        | 34       | Rohan Dennis       | BMC Racing Team | 9' 39" |
| 2        | 145      | Michał Kwiatkowski | Team Sky        | + 6"   |
| 3        | 63       | Victor Campenaerts | Lotto Soudal    | + 7"   |
| 4        | 87       | Nelson Oliveira    | Movistar Team   | + 17"  |
| 5        | 148      | Dylan van Baarle   | Team Sky        | + 20"  |

### 2. szakasz
Marbella → Caminito del Rey
| Helyezés | Rajtszám | Versenyző          | Csapat              | Idő        |
| -------- | -------- | ------------------ | ------------------- | ---------- |
| 1        | 88       | Alejandro Valverde | Movistar Team       | 4h 13' 01" |
| 2        | 145      | Michał Kwiatkowski | Team Sky            | azonos idő |
| 3        | 93       | Laurens De Plus    | Quick Step Floors   | + 3"       |
| 4        | 151      | Wilco Kelderman    | Team Sunweb         | + 3"       |
| 5        | 132      | George Bennett     | Team Lotto NL–Jumbo | + 3"       |

| Helyezés | Rajtszám | Versenyző          | Csapat            | Idő        |
| -------- | -------- | ------------------ | ----------------- | ---------- |
| 1        | 145      | Michał Kwiatkowski | Team Sky          | 4h 22' 40" |
| 2        | 88       | Alejandro Valverde | Movistar Team     | + 14"      |
| 3        | 151      | Wilco Kelderman    | Team Sunweb       | + 25"      |
| 4        | 93       | Laurens De Plus    | Quick Step Floors | + 28"      |
| 5        | 4        | Ion Izagirre       | Bahrain–Merida    | + 30"      |

### 3. szakasz
Mijas → Alhaurín de la Torre
| Helyezés | Rajtszám | Versenyző       | Csapat            | Idő        |
| -------- | -------- | --------------- | ----------------- | ---------- |
| 1        | 91       | Elia Viviani    | Quick Step Floors | 4h 48' 12" |
| 2        | 167      | Giacomo Nizzolo | Trek–Segafredo    | azonos idő |
| 3        | 41       | Peter Sagan     | Bora–Hansgrohe    | azonos idő |
| 4        | 201      | Nacer Bouhanni  | Cofidis           | azonos idő |
| 5        | 173      | Simone Consonni | UAE Team Emirates | azonos idő |

| Helyezés | Rajtszám | Versenyző          | Csapat            | Idő        |
| -------- | -------- | ------------------ | ----------------- | ---------- |
| 1        | 145      | Michał Kwiatkowski | Team Sky          | 9h 10' 52" |
| 2        | 88       | Alejandro Valverde | Movistar Team     | + 14"      |
| 3        | 151      | Wilco Kelderman    | Team Sunweb       | + 25"      |
| 4        | 93       | Laurens De Plus    | Quick Step Floors | + 28"      |
| 5        | 4        | Ion Izagirre       | Bahrain–Merida    | + 30"      |

### 4. szakasz
Vélez-Málaga → Alfacar
| Helyezés | Rajtszám | Versenyző        | Csapat                    | Idő        |
| -------- | -------- | ---------------- | ------------------------- | ---------- |
| 1        | 106      | Ben King         | Team Dimension Data       | 4h 33' 12" |
| 2        | 26       | Nyikita Sztalnov | Astana                    | + 2"       |
| 3        | 116      | Pierre Rolland   | EF Education First–Drapac | + 13"      |
| 4        | 206      | Luis Ángel Maté  | Cofidis                   | + 1' 08"   |
| 5        | 15       | Ben Gastauer     | AG2R La Mondiale          | + 1' 39"   |

| Helyezés | Rajtszám | Versenyző          | Csapat           | Idő         |
| -------- | -------- | ------------------ | ---------------- | ----------- |
| 1        | 145      | Michał Kwiatkowski | Team Sky         | 13h 47' 19" |
| 2        | 42       | Emanuel Buchmann   | Bora–Hansgrohe   | + 7"        |
| 3        | 71       | Simon Yates        | Mitchelton–Scott | + 10"       |
| 4        | 88       | Alejandro Valverde | Movistar Team    | + 12"       |
| 5        | 151      | Wilco Kelderman    | Team Sunweb      | + 25"       |

### 5. szakasz
Granada → Roquetas de Mar
| Helyezés | Rajtszám | Versenyző            | Csapat                    | Idő        |
| -------- | -------- | -------------------- | ------------------------- | ---------- |
| 1        | 112      | Simon Clarke         | EF Education First–Drapac | 4h 36' 07" |
| 2        | 161      | Bauke Mollema        | Trek–Segafredo            | azonos idő |
| 3        | 33       | Alessandro De Marchi | BMC Racing Team           | azonos idő |
| 4        | 27       | Davide Villella      | Astana Pro Team           | + 8"       |
| 5        | 134      | Floris De Tier       | Team Lotto NL–Jumbo       | + 8"       |

| Helyezés | Rajtszám | Versenyző          | Csapat           | Idő         |
| -------- | -------- | ------------------ | ---------------- | ----------- |
| 1        | 54       | Rudy Molard        | Groupama–FDJ     | 18h 27' 40" |
| 2        | 145      | Michał Kwiatkowski | Team Sky         | + 41"       |
| 3        | 42       | Emanuel Buchmann   | Bora–Hansgrohe   | + 48"       |
| 4        | 71       | Simon Yates        | Mitchelton–Scott | + 51"       |
| 5        | 88       | Alejandro Valverde | Movistar Team    | + 53"       |

### 6. szakasz
Huércal-Overa → San Javier
| Helyezés | Rajtszám | Versenyző        | Csapat              | Idő        |
| -------- | -------- | ---------------- | ------------------- | ---------- |
| 1        | 201      | Nacer Bouhanni   | Cofidis             | 3h 58' 35" |
| 2        | 138      | Danny van Poppel | Team Lotto NL–Jumbo | azonos idő |
| 3        | 91       | Elia Viviani     | Quick Step Floors   | azonos idő |
| 4        | 173      | Simone Consonni  | UAE Team Emirates   | azonos idő |
| 5        | 77       | Matteo Trentin   | Mitchelton–Scott    | azonos idő |

| Helyezés | Rajtszám | Versenyző          | Csapat           | Idő         |
| -------- | -------- | ------------------ | ---------------- | ----------- |
| 1        | 54       | Rudy Molard        | Groupama–FDJ     | 22h 26' 15" |
| 2        | 145      | Michał Kwiatkowski | Team Sky         | + 41"       |
| 3        | 42       | Emanuel Buchmann   | Bora–Hansgrohe   | + 48"       |
| 4        | 71       | Simon Yates        | Mitchelton–Scott | + 51"       |
| 5        | 88       | Alejandro Valverde | Movistar Team    | + 53"       |

### 7. szakasz
Puerto Lumbreras → Pozo Alcón
| Helyezés | Rajtszám | Versenyző             | Csapat                        | Idő        |
| -------- | -------- | --------------------- | ----------------------------- | ---------- |
| 1        | 14       | Tony Gallopin         | AG2R La Mondiale              | 4h 18' 20" |
| 2        | 41       | Peter Sagan           | Bora-Hansgrohe                | + 5"       |
| 3        | 88       | Alejandro Valverde    | Movistar Team                 | azonos idő |
| 4        | 211      | Eduard Prades Reverte | Euskadi Basque Country-Murias | azonos idő |
| 5        | 24       | Omar Fraile           | Astana Pro Team               | azonos idő |

| Helyezés | Rajtszám | Versenyző          | Csapat           | Idő         |
| -------- | -------- | ------------------ | ---------------- | ----------- |
| 1        | 54       | Rudy Molard        | Groupama–FDJ     | 26h 44' 40" |
| 2        | 88       | Alejandro Valverde | Team Sky         | + 47"       |
| 3        | 42       | Emanuel Buchmann   | Bora–Hansgrohe   | + 48"       |
| 4        | 71       | Simon Yates        | Mitchelton–Scott | + 51"       |
| 5        | 14       | Tony Gallopin      | AG2R La Mondiale | + 59"       |

## Összegzés
| Szakasz (győztes)                  | Összetett verseny  | Pontverseny        | Hegyi pontverseny | Kombinációs verseny | Csapatverseny       | Legaktívabb versenyző | Fiatalok versenye  |
| ---------------------------------- | ------------------ | ------------------ | ----------------- | ------------------- | ------------------- | --------------------- | ------------------ |
| 1. szakasz (Rohan Dennis)          | Rohan Dennis       | Rohan Dennis       | nem adták ki      | Rohan Dennis        | BMC Racing Team     | nem adták ki          | Benjamin Thomas    |
| 2. szakasz (Alejandro Valverde)    | Michał Kwiatkowski | Michał Kwiatkowski | Luis Ángel Maté   | Michał Kwiatkowski  | Team Sky            | Luis Ángel Maté       | Laurens De Plus    |
| 3. szakasz (Elia Viviani)          | Michał Kwiatkowski | Michał Kwiatkowski | Luis Ángel Maté   | Michał Kwiatkowski  | Team Sky            | Jordi Simón           | Laurens De Plus    |
| 4. szakasz (Ben King)              | Michał Kwiatkowski | Michał Kwiatkowski | Luis Ángel Maté   | Michał Kwiatkowski  | Astana              | Luis Ángel Maté       | Enric Mas          |
| 5. szakasz (Simon Clarke)          | Rudy Molard        | Michał Kwiatkowski | Luis Ángel Maté   | Alejandro Valverde  | Astana              | Bauke Mollema         | Enric Mas          |
| 6. szakasz (Nacer Bouhanni)        | Rudy Molard        | Michał Kwiatkowski | Luis Ángel Maté   | Michał Kwiatkowski  | Astana              | Jorge Cubero          | Enric Mas          |
| 7. szakasz (Tony Gallopin)         | Rudy Molard        | Alejandro Valverde | Luis Ángel Maté   | Alejandro Valverde  | Astana              | Alex Aranburu         | Enric Mas          |
| 8. szakasz (Alejandro Valverde)    | Rudy Molard        | Alejandro Valverde | Luis Ángel Maté   | Alejandro Valverde  | Astana              | Jorge Cubero          | Enric Mas          |
| 9. szakasz (Ben King)              | Simon Yates        | Alejandro Valverde | Luis Ángel Maté   | Alejandro Valverde  | Team Lotto NL–Jumbo | Luis Ángel Maté       | Miguel Ángel López |
| 10. szakasz (Elia Viviani)         | Simon Yates        | Peter Sagan        | Luis Ángel Maté   | Alejandro Valverde  | Team Lotto NL–Jumbo | Jesús Ezquerra        | Miguel Ángel López |
| 11. szakasz (Alessandro De Marchi) | Simon Yates        | Alejandro Valverde | Luis Ángel Maté   | Alejandro Valverde  | Team Lotto NL–Jumbo | Bauke Mollema         | Miguel Ángel López |
| 12. szakasz (Alexandre Geniez)     | Jesús Herrada      | Alejandro Valverde | Luis Ángel Maté   | Alejandro Valverde  | Bahrain–Merida      | Thomas De Gendt       | Miguel Ángel López |
| 13. szakasz (Óscar Rodríguez)      | Jesús Herrada      | Alejandro Valverde | Luis Ángel Maté   | Alejandro Valverde  | Bahrain–Merida      | Gorka Izagirre        | Miguel Ángel López |
| 14. szakasz (Simon Yates)          | Simon Yates        | Alejandro Valverde | Luis Ángel Maté   | Alejandro Valverde  | Bahrain–Merida      | Michał Kwiatkowski    | Miguel Ángel López |
| 15. szakasz (Thibaut Pinot)        | Simon Yates        | Alejandro Valverde | Luis Ángel Maté   | Alejandro Valverde  | Bahrain–Merida      | Bauke Mollema         | Miguel Ángel López |
| 16. szakasz (Rohan Dennis)         | Simon Yates        | Alejandro Valverde | Luis Ángel Maté   | Alejandro Valverde  | Movistar Team       | nem adták ki          | Enric Mas          |
| 17. szakasz (Michael Woods)        | Simon Yates        | Alejandro Valverde | Thomas De Gendt   | Alejandro Valverde  | Movistar Team       | Omar Fraile           | Enric Mas          |
| 18. szakasz (Jelle Wallays)        | Simon Yates        | Alejandro Valverde | Thomas De Gendt   | Alejandro Valverde  | Movistar Team       | Jetse Bol             | Enric Mas          |
| 19. szakasz (Thibaut Pinot)        | Simon Yates        | Alejandro Valverde | Thomas De Gendt   | Simon Yates         | Movistar Team       | Jonathan Castroviejo  | Enric Mas          |
| 20. szakasz (Enric Mas)            | Simon Yates        | Alejandro Valverde | Thomas De Gendt   | Simon Yates         | Movistar Team       | Jesús Herrada         | Enric Mas          |
| 21. szakasz (Elia Viviani)         | Simon Yates        | Alejandro Valverde | Thomas De Gendt   | Simon Yates         | Movistar Team       | nem adták ki          | Enric Mas          |
| Győztesek                          | Simon Yates        | Alejandro Valverde | Thomas De Gendt   | Simon Yates         | Movistar Team       | Bauke Mollema         | Enric Mas          |

## Végeredmény

### Összetett
| Helyezés | Rajtszám | Versenyző          | Csapat                    | Idő/különbség |
| -------- | -------- | ------------------ | ------------------------- | ------------- |
| 1        | 71       | Simon Yates        | Mitchelton–Scott          | 82h 05' 58"   |
| 2        | 95       | Enric Mas          | Quick Step Floors         | + 1' 46"      |
| 3        | 21       | Miguel Ángel López | Astana                    | + 2' 04"      |
| 4        | 131      | Steven Kruijswijk  | Team Lotto NL–Jumbo       | + 2' 54"      |
| 5        | 88       | Alejandro Valverde | Movistar Team             | + 4' 28"      |
| 6        | 51       | Thibaut Pinot      | Groupama–FDJ              | + 5' 57"      |
| 7        | 111      | Rigoberto Urán     | EF Education First–Drapac | + 6' 07"      |
| 8        | 81       | Nairo Quintana     | Movistar Team             | + 6' 51"      |
| 9        | 4        | Ion Izagirre       | Bahrain–Merida            | + 11' 09"     |
| 10       | 151      | Wilco Kelderman    | Team Sunweb               | + 11' 11"     |
| 11       | 14       | Tony Gallopin      | AG2R La Mondiale          | + 12' 10"     |
| 12       | 42       | Emanuel Buchmann   | Bora–Hansgrohe            | + 14' 06"     |
| 13       | 45       | Rafał Majka        | Bora–Hansgrohe            | + 17' 57"     |
| 14       | 54       | Rudy Molard        | Groupama–FDJ              | + 25' 40"     |
| 15       | 141      | David de la Cruz   | Team Sky                  | + 28' 02"     |
| 16       | 162      | Gianluca Brambilla | Trek–Segafredo            | + 30' 00"     |
| 17       | 214      | Mikel Bizkarra     | Euskadi–Murias            | + 35' 46"     |
| 18       | 85       | Richard Carapaz    | Movistar Team             | + 39' 53"     |
| 19       | 74       | Jack Haig          | Mitchelton–Scott          | + 45' 32"     |
| 20       | 121      | Ilnur Zakarin      | Katyusa–Alpecin           | + 51' 36"     |

### Pontverseny
| Helyezés | Rajtszám | Versenyző          | Csapat              | Pont     |
| -------- | -------- | ------------------ | ------------------- | -------- |
| 1        | 88       | Alejandro Valverde | Movistar Team       | 131 pont |
| 2        | 41       | Peter Sagan        | Bora–Hansgrohe      | 119 pont |
| 3        | 91       | Elia Viviani       | Quick Step Floors   | 105 pont |
| 4        | 71       | Simon Yates        | Mitchelton–Scott    | 104 pont |
| 5        | 21       | Miguel Ángel López | Astana              | 103 pont |
| 6        | 51       | Thibaut Pinot      | Groupama–FDJ        | 95 pont  |
| 7        | 37       | Dylan Teuns        | BMC Racing Team     | 93 pont  |
| 8        | 131      | Steven Kruijswijk  | Team Lotto NL–Jumbo | 80 pont  |
| 9        | 138      | Danny van Poppel   | Team Lotto NL–Jumbo | 80 pont  |
| 10       | 167      | Giacomo Nizzolo    | Trek–Segafredo      | 76 pont  |

### Hegyi pontverseny
| Helyezés | Rajtszám | Versenyző          | Csapat                    | Pont    |
| -------- | -------- | ------------------ | ------------------------- | ------- |
| 1        | 64       | Thomas De Gendt    | Lotto Soudal              | 95 pont |
| 2        | 161      | Bauke Mollema      | Trek–Segafredo            | 83 pont |
| 3        | 206      | Luis Ángel Maté    | Cofidis                   | 64 pont |
| 4        | 106      | Ben King           | Team Dimension Data       | 56 pont |
| 5        | 21       | Miguel Ángel López | Astana                    | 45 pont |
| 6        | 71       | Simon Yates        | Mitchelton–Scott          | 38 pont |
| 7        | 51       | Thibaut Pinot      | Groupama–FDJ              | 36 pont |
| 8        | 116      | Pierre Rolland     | EF Education First–Drapac | 31 pont |
| 9        | 118      | Michael Woods      | EF Education First–Drapac | 21 pont |
| 10       | 145      | Michał Kwiatkowski | Team Sky                  | 20 pont |

### Kombinációs verseny
| Helyezés | Rajtszám | Versenyző          | Csapat                    | Idő/különbség |
| -------- | -------- | ------------------ | ------------------------- | ------------- |
| 1        | 71       | Simon Yates        | Mitchelton–Scott          | 11 pont       |
| 2        | 21       | Miguel Ángel López | Astana                    | 13 pont       |
| 3        | 88       | Alejandro Valverde | Movistar Team             | 18 pont       |
| 4        | 51       | Thibaut Pinot      | Groupama–FDJ              | 19 pont       |
| 5        | 95       | Enric Mas          | Quick Step Floors         | 24 pont       |
| 6        | 131      | Steven Kruijswijk  | Team Lotto NL–Jumbo       | 29 pont       |
| 7        | 106      | Ben King           | Team Dimension Data       | 41 pont       |
| 8        | 111      | Rigoberto Urán     | EF Education First–Drapac | 45 pont       |
| 9        | 81       | Nairo Quintana     | Movistar Team             | 47 pont       |
| 10       | 45       | Rafał Majka        | Bora–Hansgrohe            | 47 pont       |

### Csapatok versenye
| Helyezés | Csapat                    | Idő/különbség |
| -------- | ------------------------- | ------------- |
| 1        | Movistar Team             | 246h 50' 04"  |
| 2        | Bahrain–Merida            | + 45' 36"     |
| 3        | Bora–Hansgrohe            | + 47' 57"     |
| 4        | Astana                    | + 48' 10"     |
| 5        | EF Education First–Drapac | + 58' 49"     |
| 6        | Mitchelton–Scott          | + 1h 27' 43"  |
| 7        | Team Dimension Data       | + 1h 31' 01"  |
| 8        | AG2R La Mondiale          | + 1h 37' 13"  |
| 9        | Team Sky                  | + 1h 47' 43"  |
| 10       | Euskadi–Murias            | + 1h 47' 50"  |